# HD150018
HD150018 — хімічно пекулярна зоря спектрального класу A9, що має видиму зоряну величину в смузі V приблизно  9,4.
Вона  розташована на відстані близько 778,4 світлових років від Сонця.